# 东文殊寺大雄宝殿
东文殊寺大雄宝殿，位于中华人民共和国山西省忻州市繁峙县光裕堡乡大李牛村，已列为山西省文物保护单位。

## 保护
2021年8月4日，东文殊寺大雄宝殿由山西省人民政府公布为第六批山西省文物保护单位，编号6-62。